# 横山三四郎
横山 三四郎（よこやま さんしろう、1942年 - ）は、日本の国際政治学者、ジャーナリスト、エッセイスト。

## 来歴
山形県生まれ。1965年上智大学外国語学部フランス語科卒業。同年、サンケイ新聞社入社後、長野、千葉支局、社会部警視庁、都庁担当。社会部勤務時代に、海洋汚染調査のため、気象庁観測船でラバウルまで、太平洋縦断。1975年社会部から外信部勤務となり、1976年東南アジア移動特派員として、11～12月、ベトナム戦争後の東南アジア諸国連合(ASEAN)5ケ国を取材。1978年2～3月、南アジア移動特派員としてインド亜大陸とアフガニスタン、ビルマを訪問。同年11～12月、テヘラン特派員として、革命前夜のテヘランを取材。のち、国際報道部勤務となり、1980年6月より3年間、中東カイロ特派員として、イラン・イラク戦争、イスラエルのレバノン侵攻作戦などを報道。ジョージ・ワシントン大学中ソ研究所客員研究員(1984-85フルブライト留学生)、外信部次長から特集部次長として「特報'87」などを担当。また、1991年4月から戸板女子短期大学教授(国際関係論)、1992年4月から1994年3月まで上智大学文学部講師、1994年4月から東京女子大学講師、1998年4月から2000年3月まで東京農工大学講師。2000年1月インターネット文明研究所を設立。「ネット図書館」を主宰。2004年から電子出版社eブックランドを立ち上げて代表取締役社長。日本国際政治学会会員。

## 著書
- パキスタンとバングラデシュ クーデターと軍政の姉妹国 教育社、1978.10. 入門新書. 時事問題解説
- ニュースハンター 現代史の舞台をゆく 講談社、1987.5.
- ペルシャ湾 1989.4. 新潮選書
- 超国家EC ヨーロッパ合衆国への道 1992.12. 講談社現代新書
- 二十のEC物語 文藝春秋、1992.6.
- ロスチャイルド家 ユダヤ国際財閥の興亡 1995.5. 講談社現代新書
- サン＝テグジュペリ 「星の王子さま」の作者 1998.9. 講談社火の鳥伝記文庫
- ユーロパワー日本を襲う ウェッジ、1998.10.
- ネット敗戦 IT革命と日本凋落の真実 ベストセラーズ、2000.7.
- ユーロの野望 2002.7. 文春新書
- ブック革命 電子書籍が紙の本を超える日 日経BP社、2003.12.
- ノーベル平和賞の超国家EUの知恵 eブックランド、2013.4.
- 都道州制 もっとドラマチックに政治をしようぜ eブックランド、2016.8.

## 翻訳
- 私は間違っていたのか 歴史への証言 モハマド・レザ・パーレビ 講談社、1980.6.

## 参考
- サン＝テグジュペリ （新装版） - 紀伊国屋書店BookWeb